# Kang Seong-jin (Fußballspieler)
Kang Seong-jin (koreanisch 강성진; * 26. März 2003) ist ein südkoreanischer Fußballspieler.

## Karriere

### Verein
Nach der Schulmannschaft der Seoul Sinjeong Elementary School wechselte er zur Saison 2016 direkt in die Jugend des FC Seoul. Von dort ging er schließlich im Februar 2021 in die erste Mannschaft über.

### Nationalmannschaft
Sein erster Einsatz im Trikot der südkoreanischen Nationalmannschaft war am 20. Juli 2022 bei einem 3:0-Sieg über die Volksrepublik China während der Gruppenphase der Ostasienmeisterschaft 2022. Hier wurde er in der 73. Minute für Um Won-Sang eingewechselt.